# ليال هولمز
ليال هولمز (بالإنجليزية: I. Lyall Holmes)‏ هو مهندس نيوزلندي، ولد في 16 أكتوبر 1920، وتوفي في 26 أغسطس 1970.